# Эрленбах-ам-Майн
Эрленбах-ам-Майн (нем. Erlenbach am Main) — город и городская община в Германии, в земле Бавария. 
Подчинён административному округу Нижняя Франкония. Входит в состав района Мильтенберг.  Население составляет 9919 человек (на 31 декабря 2010 года). Занимает площадь 15,71 км². Официальный код  —  09 6 76 122.
Город подразделяется на 3 городских района.

## Население
По оценке на 31 декабря 2015 года население общины Эрленбах-ам-Майн составляет 9996 чел. 

| Дата      | 1840 | 1871 | 1900 | 1925 | 1939 | 1950 | 1961 | 1970 | 1987 | 2011 |
| --------- | ---- | ---- | ---- | ---- | ---- | ---- | ---- | ---- | ---- | ---- |
| Население | 1077 | 1080 | 1264 | 1881 | 2265 | 4354 | 5688 | 7646 | 8319 | 9911 |

| Год       | 1960 | 1970 | 1980 | 1990 | 2000  | 2009 | 2010 | 2011 | 2012 | 2013 | 2014 | 2015 |
| --------- | ---- | ---- | ---- | ---- | ----- | ---- | ---- | ---- | ---- | ---- | ---- | ---- |
| Население | 5534 | 7656 | 8073 | 8789 | 10056 | 9920 | 9919 | 9922 | 9998 | 9959 | 9894 | 9996 |